# Ladies Championship Gstaad 2018
Ladies Championship Gstaad 2018 byl profesionální tenisový turnaj ženského okruhu WTA Tour, který se odehrával na otevřených antukových dvorcích areálu Roy Emerson Arena. Probíhal mezi 16. až 22. červencem 2018 ve švýcarské obci Gstaad jako dvacátý šestý ročník turnaje. 
Rozpočet činil 250 000 dolarů a událost se řadila do kategorie WTA International. Nejvýše nasazenou hráčkou ve dvouhře se stala čtyřicátá čtvrtá tenistka žebříčku Alizé Cornetová. Jako poslední přímá účastnice do dvouhry nastoupila bulharská 183. hráčka žebříčku Elica Kostovová.
Šestý singlový titul na okruhu WTA Tour vybojovala 28letá Francouzka Alizé Cornetová, která na turnajové vítězství čekala dva a půl roku. Premiérové kariérní trofeje na túře WTA získaly v deblové soutěži členky chilsko-amerického páru Alexa Guarachiová a Desirae Krawczyková.

## Distribuce bodů a finančních odměn

### Distribuce bodů
| Soutěž  | vítězky | finalistky | semifinalistky | čtvrtfinalistky | 16 v kole | 32 v kole | Q  | Q2 | Q1 |
| ------- | ------- | ---------- | -------------- | --------------- | --------- | --------- | -- | -- | -- |
| dvouhra | 280     | 180        | 110            | 60              | 30        | 1         | 18 | 12 | 1  |
| čtyřhra | 280     | 180        | 110            | 60              | 1         | —         | —  | —  | —  |

### Finanční odměny
| Soutěž  | vítězky | finalistky | semifinalistky | čtvrtfinalistky | 16 v kole | 32 v kole | Q2     | Q1   |
| ------- | ------- | ---------- | -------------- | --------------- | --------- | --------- | ------ | ---- |
| dvouhra | $43 000 | $21 400    | $11 500        | $6 175          | $3 400    | $2 100    | $1 020 | $600 |
| čtyřhra | $12 300 | $6 400     | $3 435         | $1 820          | $960      | —         | —      | —    |

## Ženská dvouhra

### Nasazení
| Stát                            | Hráčka               | WTA | Nasazení |
| ------------------------------- | -------------------- | --- | -------- |
| Francie                         | Alizé Cornetová      | 44. | 1.       |
| Švédsko                         | Johanna Larssonová   | 58. | 2.       |
| Slovensko                       | Viktória Kužmová     | 69. | 3.       |
| Německo                         | Carina Witthöftová   | 81. | 4.       |
| Austrálie                       | Samantha Stosurová   | 86. | 5.       |
| Španělsko                       | Lara Arruabarrenová  | 88. | 6.       |
| Švýcarsko                       | Stefanie Vögeleová   | 93. | 7.       |
| Švýcarsko                       | Viktorija Golubicová | 99. | 8.       |
| Žebříček WTA k 2. červenci 2018 |                      |     |          |

### Jiné formy účasti
Následující hráčky obdržely divokou kartu do hlavní soutěže:
- Leonie Küngová
- Francesca Schiavoneová
- Patty Schnyderová

Následující hráčky nastoupily do hlavní soutěže pod žebříčkovou ochranou:
- Mandy Minellaová
- Čeng Saj-saj

Následující hráčky postoupily z kvalifikace:
- Valentyna Ivachněnková
- Veronika Kuděrmetovová
- Conny Perrinová
- Sílvia Solerová Espinosová
- Martina Trevisanová
- Kathinka von Deichmannová

### Odhlášení
před zahájením turnaje
- Kiki Bertensová → nahradila ji  Jil Teichmannová
- Jennifer Bradyová → nahradila ji  Antonia Lottnerová
- Danielle Collinsová → nahradila ji  Tamara Korpatschová
- Beatriz Haddad Maiová → nahradila ji  Tereza Martincová
- Alison Van Uytvancková → nahradila ji  Anna Kalinská

## Ženská čtyřhra

### Nasazení
| Stát                                                                           | Hráčka               | Stát    | Hráčka                 | WTA  | Nasazení |
| ------------------------------------------------------------------------------ | -------------------- | ------- | ---------------------- | ---- | -------- |
| Švýcarsko                                                                      | Xenia Knollová       | Rusko   | Veronika Kuděrmetovová | 130. | 1.       |
| USA                                                                            | Kaitlyn Christianová | Mexiko  | Giuliana Olmosová      | 151. | 2.       |
| Kanada                                                                         | Eugenie Bouchardová  | Švédsko | Johanna Larssonová     | 154. | 3.       |
| Nizozemsko                                                                     | Demi Schoofsová      | Rusko   | Jana Sizikovová        | 190. | 4.       |
| Žebříček WTA k 2. červenci 2018; číslo je součtem umístění obou členek dvojice |                      |         |                        |      |          |

### Jiné formy účasti
Následující páry obdržely divokou kartu do čtyřhry:
- Amandine Hesseová /  Leonie Küngová
- Conny Perrinová /  Katarzyna Piterová

Následující pár nastoupil do čtyřhry z pozice náhradníka:
- Tamara Korpatschová /  Diāna Marcinkēvičová

### Odhlášení
před zahájením turnaje
- Anna Kalinská
- Natalja Vichljancevová

## Přehled finále

### Ženská dvouhra
- Alizé Cornetová vs.  Mandy Minellaová, 6–4, 7–6(8–6)

### Ženská čtyřhra
}
- Alexa Guarachiová /  Desirae Krawczyková vs.  Lara Arruabarrenová /  Timea Bacsinszká, 4–6, 6–4, [10–6]